# エリニャ攻勢
エリニャ攻勢（えりにゃこうせい）は、独ソ戦初期の1941年8月30日から9月8日にかけて、バルバロッサ作戦におけるスモレンスクの戦いの一環として行われた赤軍の軍事作戦。ドイツ国防軍第4軍がヴャジマ、そして最終的にはモスクワを窺うべくスモレンスク南東50キロメートル地点に形成した半円形のエリニャ突出部に対して行われた攻勢であった。1941年9月8日、ドイツ軍はその側面に強圧を受けながらエリニャ突出部を撤退し、後には無人の荒野が残された。この攻勢はバルバロッサ作戦においてドイツ軍が初めて直面した反撃であり、エリニャは赤軍にとって初めて奪還した自国領土となったため、ナチス・ドイツとソビエト連邦の両者によって盛んにプロパガンダがなされ、特にソ連人民には士気の高揚をもたらした。

## 背景
エリニャはスモレンスクの82キロメートル南東に位置し、付近には第2装甲集団司令官のハインツ・グデーリアンがモスクワへのさらなる進撃の策源地として戦略的に重要とみなしていた高地があった。第2装甲集団は1941年7月19日に高地を占領したものの燃料と弾薬の欠乏により停止を余儀なくされ、中央軍集団が休養と再編に入った7月下旬以降、その伸び切った側面は頻繁に赤軍の反撃を受けるようになった。
8月1日、スタフカ（ソ連軍最高司令部）は予備戦線の創設を承認し、司令官にゲオルギー・ジューコフを任命した。彼の指揮下には新設されたいくつかの軍が編入されたものの、それらはおおよそ練度が低く、十分な戦車や砲兵戦力も欠いていた。そのうちの2個軍、コンスタンチン・ラクーチン少将の第24軍とパーヴェル・クロチキン中将の第43軍は、セミョーン・チモシェンコ司令官の西部戦線を支援するため、エリニャにおいてドイツ軍を撃破してジェスナ川を渡河し、8月上旬に第2装甲集団が占領したロスラヴリを奪還することを命ぜられた。
突出部内に配置されていたドイツ軍は、当初は第10装甲師団、SS師団ライヒ、第268歩兵師団その他だったが、これらは第268師団を除いて配置転換され、代わって第78歩兵師団、第137歩兵師団、第292歩兵師団が配置された。第268師団も合わせて総兵力は約70000名を数え、500門の砲、第202突撃砲大隊の40両の3号突撃砲を備えていた。このうち第78、268、292の各師団は第20軍団の隷下に収められていた。また、突出部の北側基端は第15歩兵師団、南側基端は第7歩兵師団が固めた。

## 戦闘
エリニャ攻勢の第1段階は8月第1週の終わりに開始されたが、これは失敗が明らかとなり48時間以内に中止された。それにもかかわらず、赤軍は8月20日まで断続的に攻勢を続け、8月30日には西部戦線及びアンドレイ・エリョーメンコ司令官のブリャンスク戦線が行う作戦と協調しつつ再開された。
8月30日に行われた攻勢は、次のような計画であった。
- 突出部の基端では北から第102戦車師団、南から第303狙撃師団が挟撃して包囲の外縁を形成する。
- 突出部の側面では北から第107狙撃師団、第100狙撃師団、南から第106自動車化狙撃師団が圧迫を加え包囲の内縁を形成する。この時、第106師団の側面は第303師団が援護する。
- 突出部の突端では第19狙撃師団、第309狙撃師団が牽制攻撃を加える。
- 包囲された敵の突破に備え、退路を遮断するため、北側面では第103自動車化狙撃師団、南側面では第120狙撃師団が予備として控置される。

なお、この攻勢を担任した第24軍の航空戦力は偵察機、砲兵観測機が20機あるだけで、戦闘機、襲撃機による支援は行われなかった。
9月3日、包囲の脅威を受けて、ドイツ軍は側面の敵を防ぎつつエリニャ突出部からの撤退を開始した。1週間の激しい戦闘の後、ヒトラーは中央軍集団のフェードア・フォン・ボック司令官に撤退の許可を与えた。9月6日、エリニャは赤軍によって奪還された。赤軍の攻勢は9月8日にドイツ軍の新たな防衛線に到達するまで継続した。ソ連側はこの攻勢によって突出部のドイツ軍主力は壊滅したと宣伝したが、実際には撤退に成功していた。とはいえ、第20軍団は8月から9月にかけて約23000名の損害を蒙り、第4軍は1941年の残りを全て再編に当てねばならなかった。

## 結果
イギリスの戦争特派員だったアレグザンダー・ワースは、1964年に出版した "Russia At War, 1941-1945" の中で、奪還後に訪れたエリニャの様子を記述している。それによれば、以前には15000人が暮らしていたエリニャの町は完全に破壊され、働ける男女はほとんど全員が強制労働大隊に編入されドイツ後方へと送られて、数百人の老人と子供のみが残ることを許されていた。ワースが得た証言によれば、ドイツ軍の撤退前夜、残っていた住民は全員教会に閉じ込められ、ドイツ兵が家々を略奪して計画的に放火していくのが目撃されたという。彼らは赤軍の進撃によって解放された。ワースは、ドイツ軍が占領していたエリニャ突出部の内部は「完全に荒廃」し、「多くの村や町が破壊され、少数の住民は穴蔵に隠れて生き延びていた」と描写している。
ドイツ国防軍は、8月8日から9月8日にかけて第20軍団が約23000名の損害を蒙った。赤軍は、8月30日から9月8日にかけて全体で推計31853名の損害を蒙った。歴史家のデビッド・グランツは、赤軍がエリニャ攻勢の戦略的目標を達成するために第24軍はその戦力の4割近い犠牲を払わねばならなかったとして、ドイツ軍の進撃を一時的に鈍化させる効果はあったものの、スモレンスク方面における赤軍の他の攻勢の失敗とも相まって、赤軍のモスクワ防衛のための戦力を大幅に削ぐことになったと結論づけた。グランツは、アメリカ陸軍遺産・教育センターで行った講演の中で、赤軍がスモレンスクの東で多くの犠牲を払って攻勢を行った場合とそうでない場合とを比較しても、モスクワの戦いに至るまでの経過はほとんど変わらなかっただろうと主張している。また、グランツとジョナサン・ハウスが共著した "When Titans Clashed: How the Red Army Stopped Hitler" の2015年版では、著者らは「西部戦線が蒙った損害は将来のドイツ軍の攻勢を阻止する力を削いだが（中略）ボックの軍集団に損害を与えたことが、モスクワ前面でのドイツ軍の崩壊（に寄与した）」と述べている。

## 独ソ両国のプロパガンダ
エリニャ攻勢は、バルバロッサ作戦においてドイツ国防軍が初めて味わった蹉跌だった。ナチスのプロパガンダは、計画されていた撤退に過ぎないと矮小化したが、あるドイツ兵は1941年9月に次のように書いている。
公式見解はそれを「戦略的退却」と呼んでいたが、私にとっては「でたらめ」だった。明くる日、我々はラジオの「前線からのニュース」で、エリニャ防衛線での「成功裏に終わった戦線の整理」と、敵に与えた壊滅的損害のことを聴いた。しかし、撤退について、戦況の絶望的なことについて、兵士たちの茫然自失についてはついに一言も聴かれなかった。つまりはまたぞろ「勝利」したというわけだ。前線の我々はキツネを前にしたウサギのように逃げ惑っていたのに。事実が「でたらめ」から「勝利」へと変わっていくのを見て、私や、考えるのを辞めていなかった戦友たちは困惑せざるを得なかった。
ソ連としては、プロパガンダによってこの攻勢を大成功と称揚して広く世界の関心を集めたいと考えていたので、エリニャの戦いは外国特派員が前線を訪れる初めての機会となった。1941年9月15日から22日にかけて、外国特派員8人のうち7人がエリニャを訪問した。ワースの言葉を借りれば、この戦いはソ連の報道において「その実際の、あるいはその最終的な重要性に比して全く不釣り合いなほどに」宣伝された。にもかかわらず、ワースはこの戦いがソ連の士気に与えた影響を強調し、次のように記す（強調は原文のまま）。
その場所は、赤軍がドイツに初めて勝利した場所というだけでなく、ヨーロッパ全域においてヒトラーの国防軍から初めて奪還された領土――たかだか100から150マイル四方の――だった。奇妙なことだが、1941年当時においてはそれは大きな成果と見なされたのである。

## 親衛称号の創設
エリニャ攻勢は、赤軍における親衛称号の創設のきっかけとなった。第100狙撃師団が第1親衛狙撃師団に、第127狙撃師団が第2親衛狙撃師団に改称された。更に1941年9月26日には、第107狙撃師団が第5親衛狙撃師団に、第120狙撃師団が第6親衛狙撃師団に改称された。

## 両軍の戦闘序列
|  |  |  |
|  |  |  |

|  |  |  |
|  |  |  |

|  |  |  |
|  |  |  |

|  |  |  |
|  |  |  |

|  |  |  |
|  |  |  |

|  |  |  |
|  |  |  |

|  |  |  |
|  |  |  |

|  |  |  |
|  |  |  |

|  |  |  |
|  |  |  |

|  |  |  |
|  |  |  |

|  |  |  |
|  |  |  |

|  |  |  |
|  |  |  |

|  |  |  |
|  |  |  |

|  |  |  |
|  |  |  |

|  |  |  |
|  |  |  |

|  |  |  |
|  |  |  |

|  |  |  |
|  |  |  |

|  |  |  |
|  |  |  |

|  |  |  |
|  |  |  |

|  |  |  |
|  |  |  |

|  |  |  |
|  |  |  |

## 参考資料
- Glantz, David M.; House, Jonathan (1995). When Titans Clashed: How the Red Army Stopped Hitler. Lawrence, Kansas: University Press of Kansas. ISBN 0-7006-0899-0
- When Titans Clashed: How the Red Army Stopped Hitler. University Press of Kansas. (2015). ISBN 9780700621217
- Glantz, David (2010年). “The Soviet-German War, 1941-1945: Myths and Realities”.   United States Army War College. 2020年5月12日閲覧。
- Khoroshilov, G. (Col.); Bazhenov, A. (Maj.) (1974). “Yelnya Offensive Operation of 1941 (Russian: Полковник Г. Хорошилов, майор А. Баженов, Ельнинская наступательная операция 1941 года, Военно-исторический журнал" № 9, 1974 г)”. Military Historical Journal (9).
- Mitcham, Jr., Samuel W. (2007a). German Order of Battle. 1. Mechanicsburg, Pennsylvania: Stackpole Books. ISBN 978-0-8117-3416-5
- Mitcham, Jr., Samuel W. (2007b). German Order of Battle. 2. Mechanicsburg, Pennsylvania: Stackpole Books. ISBN 978-0-8117-3437-0
- Stahel, David (2009). Operation Barbarossa and Germany's Defeat in the East. Cambridge, UK: Cambridge University Press. ISBN 978-0-521-76847-4
- Werth, Alexander (1964). Russia at War 1941–1945. New York: E. P. Dutton & Co. OCLC 613727310